# دهان‌قورباغه‌ای مرمری
دهان‌قورباغه‌ای مرمری (نام علمی: Podargus ocellatus) نام یک گونه از سرده دهان قورباغه‌ای‌های استرالزی است.